# 14975 Серасін
14975 Серасін (14975 Serasin) — астероїд головного поясу, відкритий 24 вересня 1997 року.
Тіссеранів параметр щодо Юпітера — 3,348.